# Per Rasmussen
Per Rasmussen, född den 2 februari 1959 i Svendborg i Danmark, är en dansk roddare.
Han tog OS-brons i fyra utan styrman i samband med de olympiska roddtävlingarna 1984 i Los Angeles.